# Collin Walcott
Collin Walcott (New York City, 24 febbraio 1945 – Magdeburgo, 8 novembre 1984) è stato un musicista e compositore statunitense.
Fu un apprezzato musicista jazz. Studiò con Ravi Shankar e Vasant Rai e contribuì ad introdurre il sitar nella musica occidentale. Studiò musica ed etnomusicologia all'Indiana University a Bloomington e alla University of California a Los Angeles.
Anche se viene ricordato per aver suonato il sitar e la tabla, Collin Walcott era in grado di suonare molti strumenti musicali, fra cui il clarinetto, il violino, la chitarra, il pianoforte, le percussioni, la marimba nonché una kalimba che aveva costruito con una bombola di gas.
Fu un componente del Paul Winter Consort, degli Oregon (con Ralph Towner, Paul McCandless e Glen Moore) e dei Codona (con Don Cherry e Naná Vasconcelos).
Morì in un incidente automobilistico nella Germania Est durante un tour con gli Oregon nel 1984.